# Preeceville
Preeceville es un pueblo canadiense situado en la provincia de Saskatchewan.

## Superficie
Preeceville tiene una superficie de 2,86 km².

## Demografía
En 2021, tenía 1062 habitantes, una densidad poblacional de 371,8 hab./km², y 570 viviendas.